# Madhuca
Madhuca ist eine Pflanzengattung in der Familie der Sapotengewächse (Sapotaceae). Die Bäume haben spiralig angeordnete, ledrige Laubblätter und bilden als Früchte Beeren. Das natürliche Verbreitungsgebiet liegt in Australien, Süd- und Südostasien. Die Blüten zumindest einer Art werden gegessen oder zur Herstellung alkoholischer Getränke verwendet.

## Beschreibung

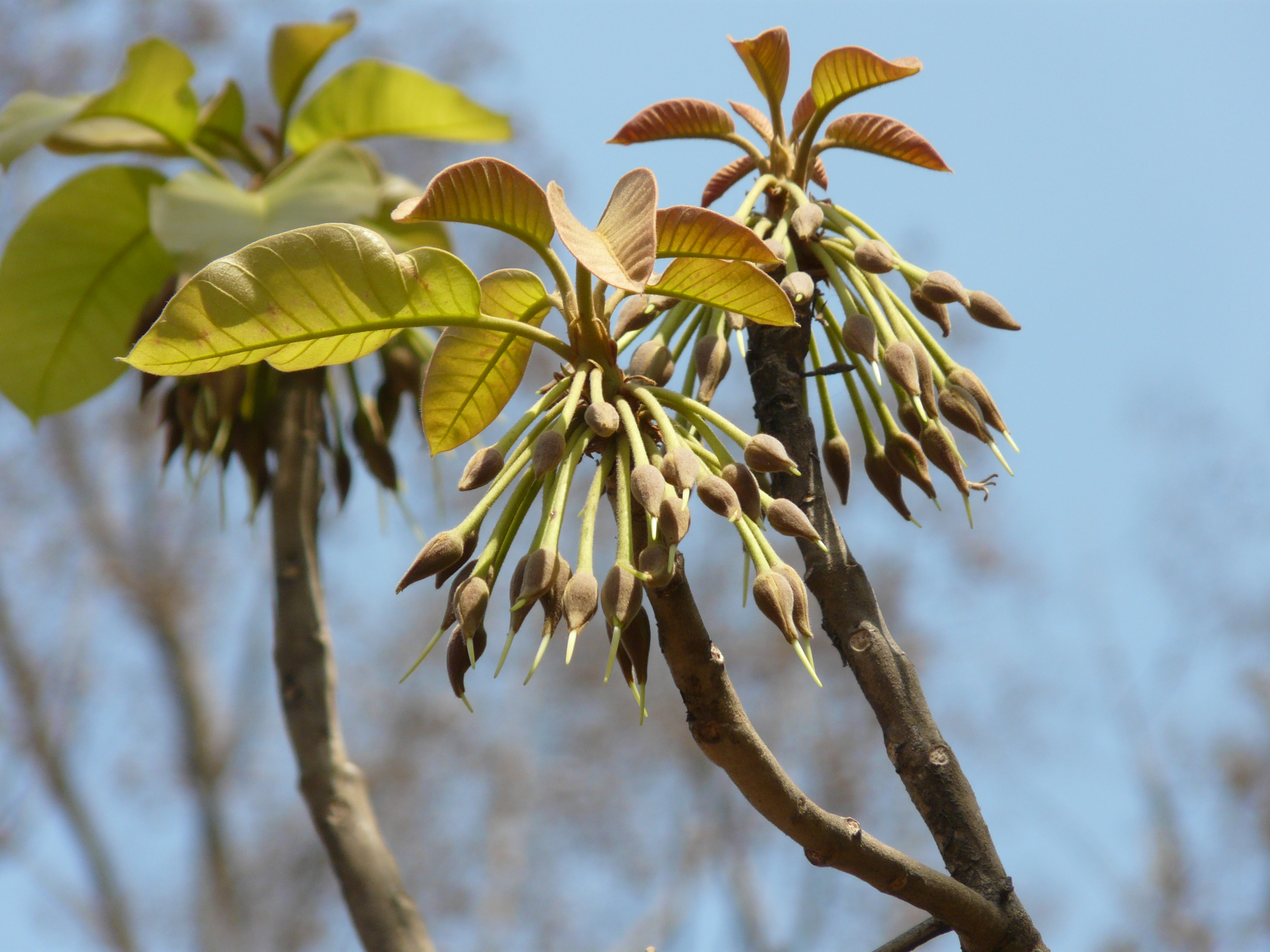
Blüten von Madhuca longifolia var. latifolia

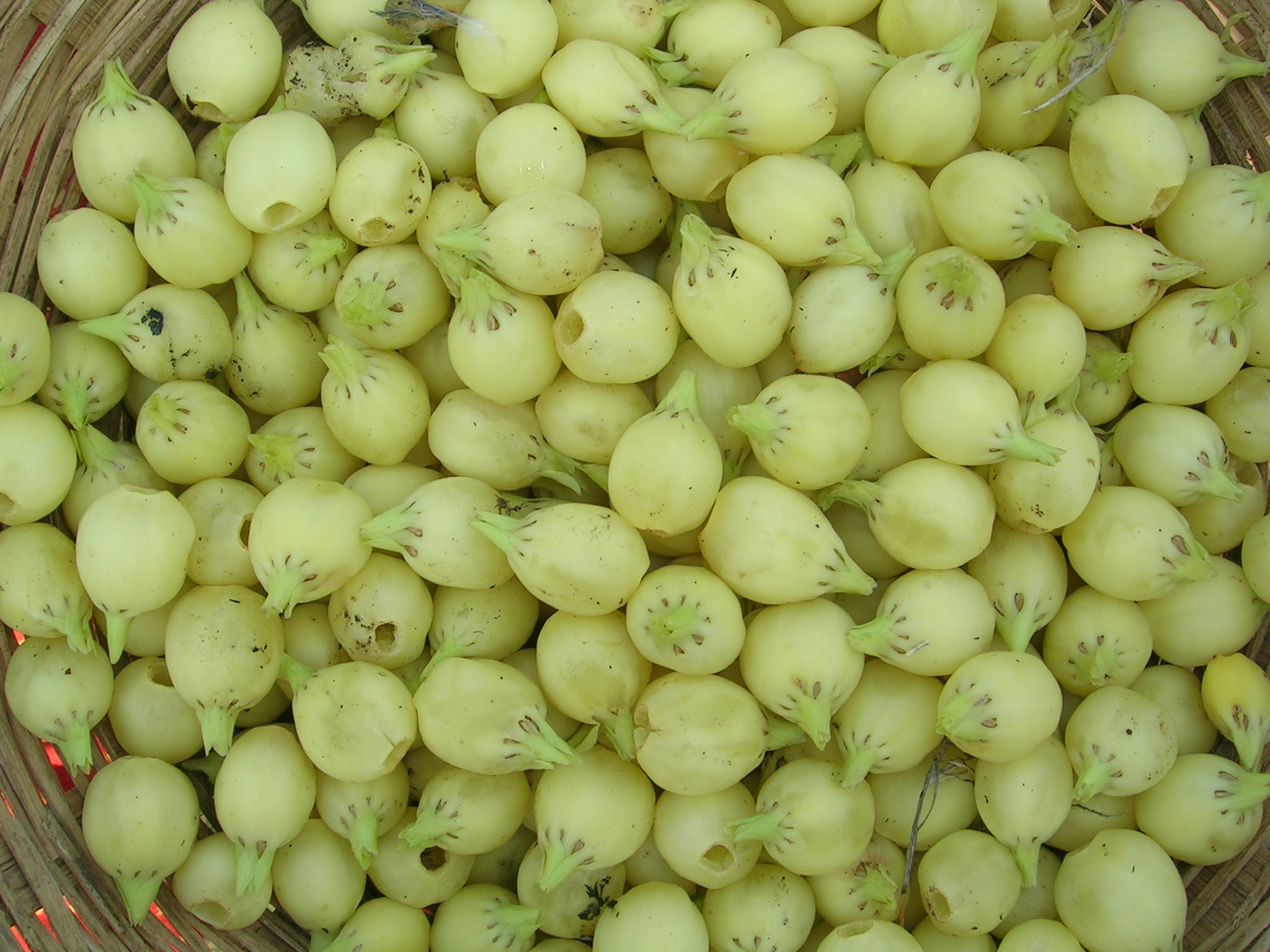
Sukkulente Blüten von Madhuca longifolia var. latifolia

Madhuca ist eine Gattung von Bäumen, die Latex enthalten. Die Laubblätter sind schraubig angeordnet und bilden häufig an den Enden der Zweige Büschel. Die Nebenblätter sind klein bis sehr groß und fallen bei den meisten Arten früh ab. Die Blattspreite ist schwach ledrig bis ledrig. 
Die Blüten wachsen achselständig oder manchmal endständig einzeln oder in Büscheln meist an langen Blütenstielen. Die meist vier selten bis sechs Kelchblätter sind in zwei Wirteln angeordnet. Die äußeren Kelchblätter sind meist rauhaarig, die inneren haben häufig häutige und bewimperte Ränder. Die Blütenkrone ist zylindrisch und teilweise behaart. Es werden meist acht selten ab fünf bis 18 Kronlappen gebildet. Die Staubblätter wachsen in ein bis drei Wirteln und sind kahl oder filzig behaart. Staminodien fehlen. Der Fruchtknoten ist meist flaumig behaart, meist sechs- bis achtfächerig und selten bis zwölffächerig. Der Griffel ist pfriemlich und bleibend. 
Die Früchte sind kugelige bis elliptische Beeren mit vergrößertem, bleibendem Blütenkelch. Je Beere werden ein bis vier Samen gebildet.

## Verbreitung
Das natürliche Verbreitungsgebiet liegt in Australien, Kambodscha, Indien, Indonesien, Laos, Malaysia, Myanmar, auf Neuguinea, den Philippinen und Sri Lanka, in Thailand, Vietnam und China.

## Systematik
Madhuca ist eine Gattung in der Familie der Sapotengewächse (Sapotaceae). Dort wird sie der Tribus Sapoteae in der Unterfamilie Sapotoideae zugeordnet. Sie wurde 1791 von Johann Friedrich Gmelin erstmals wissenschaftlich gültig beschrieben. Der Gattungsname Madhuca leitet sich vom altindischen mádhu für „Honig“ oder „Met“ ab. Es verweist damit auf das aus den sukkulenten Blüten von Madhuca longifolia hergestellte alkoholische Getränk.
Die Gattung umfasst laut Plant List und WCSP 115 Arten:
| Artenliste |
| --- |
| - Madhuca alpina (A.Chev. ex Lecomte) A.Chev. - Madhuca aristulata (King & Gamble) H.J.Lam - Madhuca aspera H.J.Lam - Madhuca barbata T.D.Penn. - Madhuca bejaudii Aubrév. - Madhuca betis (Blanco) J.F.Macbr. - Madhuca boerlageana (Burck) Baehni - Madhuca borneensis P.Royen - Madhuca bourdillonii (Gamble) H.J.Lam - Madhuca brochidodroma T.D.Penn. - Madhuca burckiana (Koord.) H.J.Lam - Madhuca butyrospermoides A.Chev. - Madhuca calcicola P.Royen - Madhuca cheongiana Yii & P.Chai - Madhuca chia-ananii Chantaranothai - Madhuca chiangmaiensis Chantaranothai - Madhuca clavata Jayas. - Madhuca cochinchinensis (Pierre ex Dubard) H.J.Lam - Madhuca coriacea (Merr.) Merr. - Madhuca costulata (Pierre ex Dubard) H.J.Lam - Madhuca crassipes (Pierre ex Becc.) H.J.Lam - Madhuca cuneata (Blume) J.F.Macbr. - Madhuca cuprea (King & Gamble) H.J.Lam - Madhuca curtisii (King & Gamble) Ridl. - Madhuca daemonica (Van den Assem) Yii & P.Chai - Madhuca decipiens J.Sinclair - Madhuca diplostemon (C.B.Clarke) P.Royen - Madhuca dongnaiensis (Pierre) Baehni - Madhuca dubardii H.J.Lam - Madhuca elliptica (Pierre ex Dubard) H.J.Lam - Madhuca elmeri Merr. ex H.J.Lam - Madhuca endertii H.J.Lam - Madhuca engkikiana Yii & P.Chai - Madhuca engleri (Merr.) Vink - Madhuca erythrophylla (King & Gamble) H.J.Lam - Madhuca esculenta Fletcher - Madhuca firma (Pierre ex Dubard) H.J.Lam - Madhuca floribunda (Pierre ex Dubard) H.J.Lam - Madhuca fulva (Thwaites) J.F.Macbr. - Madhuca fusca (Engl.) Forman - Madhuca glabrescens H.J.Lam - Madhuca hainanensis Chun & F.C.How - Madhuca heynei H.J.Lam - Madhuca hirtiflora (Ridl.) H.J.Lam - Madhuca insignis (Radlk.) H.J.Lam - Madhuca kingiana (Brace ex King & Gamble) H.J.Lam - Madhuca klackenbergii Chantaranothai - Madhuca kompongsonensis Aubrév. - Madhuca korthalsii (Pierre ex Burck) H.J.Lam - Madhuca krabiensis (Aubrév.) Chantar. - Madhuca kuchingensis Yii & P.Chai - Madhuca kunstleri (Brace ex King & Gamble) H.J.Lam - Madhuca lanceolata (Merr.) Merr. - Madhuca lancifolia (Burck) H.J.Lam - Madhuca lanuginosa Ridl. - Madhuca laurifolia (King & Gamble) H.J.Lam - Madhuca lecomtei (Aubrév.) Chantar. - Madhuca leucodermis (K.Krause) H.J.Lam - Madhuca ligulata (H.J.Lam) H.J.Lam - Madhuca lobbii (C.B.Clarke) H.J.Lam - Madhuca longifolia (J.König ex L.) J.F.Macbr. - Madhuca longistyla (King & Gamble) H.J.Lam - Madhuca macrophylla (Hassk.) H.J.Lam - Madhuca magnifolia (King ex S.Moore) S.Moore - Madhuca malaccensis (C.B.Clarke) H.J.Lam - Madhuca markleeana Yii & P.Chai - Madhuca microphylla (Hook.) Alston - Madhuca mindanaensis (Merr.) Merr. - Madhuca mirandae (Merr.) Merr. - Madhuca montana P.Royen - Madhuca monticola (Merr.) Merr. - Madhuca moonii (Thwaites) H.J.Lam - Madhuca motleyana (de Vriese) J.F.Macbr. - Madhuca multiflora (Merr.) J.F.Macbr. - Madhuca multinervia Yii & P.Chai - Madhuca neriifolia (Moon) H.J.Lam - Madhuca oblongifolia (Merr.) Merr. - Madhuca obovatifolia (Merr.) Merr. - Madhuca obtusifolia (King & Gamble) P.Royen - Madhuca ochracea Yii & P.Chai - Madhuca orientalis (Van den Assem) T.D.Penn. - Madhuca ovata H.J.Lam - Madhuca pachyphylla (K.Krause) ined. - Madhuca palembanica (Miq.) Forman - Madhuca pallida (Burck) Baehni - Madhuca pasquieri (Dubard) H.J.Lam - Madhuca penangiana (King & Gamble) H.J.Lam - Madhuca penicillata (King & Gamble) H.J.Lam - Madhuca pierrei (F.N.Williams) H.J.Lam - Madhuca platyphylla (Merr.) Merr. - Madhuca primoplagensis Vink - Madhuca prolixa (Pierre ex Dubard) Yii & P.Chai - Madhuca pubicalyx Ridl. - Madhuca punctata Fletcher - Madhuca ridleyi H.J.Lam - Madhuca rufa (King & Gamble) P.Royen - Madhuca sandakanensis P.Royen - Madhuca sarawakensis (Pierre ex Dubard) H.J.Lam - Madhuca sepilokensis P.Royen - Madhuca sericea (Miq.) S.Moore - Madhuca sessiliflora P.Royen - Madhuca sessilis (King & Gamble) Baehni - Madhuca silamensis Yii & P.Chai - Madhuca smitinandii Chantaranothai - Madhuca spectabilis P.Royen - Madhuca stipulacea Fletcher - Madhuca stylosa H.J.Lam - Madhuca takensis Aubrév. - Madhuca thorelii (Pierre ex Dubard) H.J.Lam - Madhuca tomentosa H.J.Lam - Madhuca tubulosa H.J.Lam - Madhuca utilis (Ridl.) H.J.Lam - Madhuca vulcanica (Ridl.) P.Royen - Madhuca vulpina Vink - Madhuca woodii P.Royen |

## Verwendung
Die sukkulenten Blüten von Madhuca longifolia werden roh oder gekocht gegessen oder in Indien zu einem alkoholischen Getränk zubereitet.